# Styloperlidae
Famille
Les Styloperlidae Illies, 1966 forment une famille d'insectes plécoptères du sous-ordre des Arctoperlaria. On connaît neuf espèces en deux genres.

## Synonyme
- Styloperlinae Illies, 1966

## Première publication
J. Illies, Katalog der rezenten Plecoptera, Tierreich, 82. Walter de Gruyter & Co., Berlin. 632 pp.

## Liste de genres
- Cerconychia Klapálek, 1913
- Styloperla Wu, 1935